# 岡部氏 (小野氏)
岡部氏（おかべし）は、日本の武家氏族のひとつ。

## 出自
飛鳥時代の小野妹子の子孫で小野篁の末裔、猪俣党の猪俣忠兼から始まる。
平安時代に、岡部忠綱（猪俣忠兼の子）が武蔵国榛沢郡岡部（現在の埼玉県深谷市岡部）の付近を領有したのが始まりと言われる。

### 平安時代から鎌倉時代
平安時代末期から鎌倉時代にかけて、岡部忠澄（岡部忠綱の孫）が源頼朝に従い、平家滅亡後は御家人として奥州藤原氏征伐（奥州合戦）に従軍した。

### 室町時代
室町時代では足利氏に仕え、足利基氏以降は鎌倉公方の配下にあり、永享の乱の際には岡部景澄が足利持氏とともに自害している。

### 戦国時代
戦国時代には、岡部忠秀と子の岡部忠吉、孫の岡部吉正は、後北条氏の家臣、松田康秀の配下になる。豊臣政権下では、吉正が1593年（文禄2年）以降は徳川氏に仕え、関ヶ原の戦いや大坂の陣に従軍している。

### 江戸時代
江戸時代に入り、吉正が関ヶ原の戦いや大坂の陣の功により1500石の知行を与えられ徳川家の旗本として残り、その際、弟の忠房と正次もそれぞれ旗本として続いた。

## 系譜
```
 
小野篁

   ┃
  
保衡

   ┃
  
忠範

   ┃
  
義村

   ┃
  
忠時

   ┃
  
時仲

   ┃
  
時季

   ┃
  
孝泰

　 ┣━━━━┓

猪俣時資
　
横山義孝

　 ┃
　
時範

　 ┃
　
忠兼

　 ┣━━━━━━━━┳━━┓

岡部忠綱
　　　　　　
政家
　
忠基

　 ┃　　　　　┏━━┫　　┃
　
行忠
　　　　
政行
　
資綱
　
忠家

　 ┣━━┓　　　　　┃
　
忠澄
  
行好
　　　　
範綱

　 ┣━━┳━━┓　　┃
　
広澄
  
忠季
  
景澄
　
範高

　 ┃　　┣━━┓　　┃
　
好澄
　
政直
　
忠時
　
景村

　 ┃　　┃
　
信澄
  
保重

  　 　　┃
　　　  
宗員

  　 　　┃
　　　  
仲則

  　 　　┃
　　　  
忠貞

  　 　　┃
　　　  
忠弘

  　 　　┃
　　　  
忠景

  　 　　┃
　　　  
景澄

  　 　　┃
　　　  
忠邦

  　 　　┃
　　　  
憲澄

  　 　　┃
　　　  
員忠

  　 　　┃
　　　  
忠高

  　 　　┃
　　　  
泰忠

  　 　　┃
　　　  
忠秀

  　 　　┃
　　　  
忠吉

┏━━╋━━┓

吉正
  
忠房
  
正次
```